# Флориан (кафе)
Кафе «Флориан» (итал. Caffè Florian) — венецианское кафе, расположенное на площади Сан Марко, 29, на первом этаже здания Новых прокураций. «Флориан» считается самым старым кафе Италии и является одним из символов Венеции. Открыто в эпоху барокко при жизни Антонио Вивальди.

## Предыстория. Кафе в Венеции
В Венеции было открыто первое в Европе заведение, которое продавало напиток из обжаренных кофейных зёрен, мода на который пришла из Турции. Это произошло в 1640 году, кофейня называлась «Араб» и расположилась на площади Сан Марко. К началу XVIII века в городе было уже 34 кофейни, а к середине века — более двух сотен. Кофейням давали пышные и экзотические названия. Встречались такие: «У великого Тамерлана», «У королевы амазонок», «У великого визиря» и даже «У императрицы Московии».
Кафе сразу же стали центром светской жизни. В кафе приходили не столько ради напитка, продаваемого в них, сколько для социального общения и обзаведения новыми знакомствами. Конкуренция между многочисленными кафе принуждала хозяев заведений соревноваться между собой в искусстве сервировки стола, создании уютных и оригинальных интерьеров, предоставлении гостям дополнительных возможностей — сооружение отдельных кабинетов для тайных свиданий или игры в карты.

## История появления кафе «Флориан»
Кафе было открыто Флориано Франческо(а)ни 29 декабря 1720 года и называлось в ту пору итал. Alla Venezia Trionfante. Но все посетители предпочитали в разговорах называть кафе по имени его хозяина — «Флориан». Это была первая кофейня в Венеции, которую могли посещать не только мужчины, но и женщины.
Исключительная популярность кафе была причиной тому, что именно в нём в 1760 году открыли пункт продажи самой первой венецианской газеты — «Гадзетта Ве́нета», которая выходила дважды в неделю и печатала информацию о городских событиях, как прошедших, так и ожидаемых (театральные программы, расписания праздничных мероприятий и тому подобное).
После включения Венеции в состав Австрийской империи кафе «Флориан» служило местом собраний для итальянских патриотов — там собирались противники Габсбургов, в то время как представители австрийской администрации и офицеры расквартированных в Венеции австрийских полков собирались в кафе «Квадри» (итал. Quadri), расположенном напротив, с противоположной стороны площади Сан Марко. Привычка собираться в этом кафе к австрийским оккупантам перешла от французских: в «Квадри» любили собираться ещё офицеры наполеоновской Франции, которая правила Венецией до 1815 года.
Бальзак писал, что «Флориан» было одновременно биржей, театральным фойе, читальным залом и исповедальней: коммерсанты обсуждали в нём сделки, адвокаты вели дела своих клиентов, некоторые проводили в нём целый день и театралы забегали в кафе в антрактах представлений, даваемых в расположенном неподалёку театре «Ла Фениче».

## Интерьер кафе
С переходом кафе к новому владельцу в 1858 году оно приобрело сегодняшний вид:
- Зал великих людей (итал. Sala degli Uomini Illustri) был украшен картинами Джулио Карлини, изображающими десять знаменитых венецианцев: драматурга Карло Гольдони, путешественника Марко Поло, художника Тициана, дожей Энрико Дандоло, Франческо Морозини и Пьетро Орсеоло, архитектора Андреа Палладио, композитора Бенедетто Марчелло, учёного Паоло Сарпи и адмирала Веттора Пизани.

- Зал сената (итал. Sala del Senato) украшен картинами Каса на тему «Прогресс и Цивилизация наставляют народы».
- В китайском зале (итал. Sala Cinese) и зале Востока (итал. Sala Orientale) Пашути изобразил пары любовников и экзотических красавиц.
- Для зала времён года (итал. Sala delle Stagioni), также известного как зал зеркал (итал. Sale degli Specchi), Рота предпочёл изобразить представляющие четыре времени года женские фигуры.
- В начале XX века был добавлен зал Свободы (итал. Sala Liberty), украшенный зеркалами и отделанный деревом.

## Знаменитые посетители
Без преувеличения можно сказать, что в кафе «Флориан» побывали все знаменитости, посетившие Венецию с 1720 года. В нём бывали Гёте, Байрон, Казанова, Руссо, Диккенс, Ницше, Чаплин, Моне, Пруст, Модильяни, Хемингуэй, Стравинский, Бродский.

## Цены
Кафе «Флориан» известно очень высокими ценами и приводится в качестве примера «экономики впечатлений» (англ. experience economy).

## Инциденты
В декабре 2020 года в ряде СМИ появились сообщения, что кафе «Флориан» может закрыться ввиду того, что вследствие пандемии COVID-19 оно не работало почти весь 2020 год. Накопленные экономические и финансовые проблемы у кафе могли привести к его закрытию, однако этого не произошло.

## Галерея
- Бистро
- Бистро
- Шатёр оркестра, играющего на летней открытой площадке кафе
- Эмблема кафе Флориан